# Gisenyi
Gisenyi este un oraș  în partea de vest a Rwandei, pe malul estic al lacului Kivu, vis-a-vis de orașul Goma din Republica Democrată Congo.